# Brian Crowley
Brian Donal Crowley (* 4. března 1964 Blackrock) je bývalý irský politik Fianna Fáil, v letech 1994–2019 poslanec Evropského parlamentu, nejprve za obvod Munster, poté za obvod South. V letech 1993–1994 byl díky nominaci irského premiéra senátorem.

## Mládí a osobní život
Narodil se roku 1964 v Blackrocku u Dublinu, později však vyrůstal v Bandonu v hrabství Cork, kde navštěvoval Hamilton High School. Roku 1993 získal právní vzdělání na Univerzitě v Corku. Jeho otec Flor Crowley, který byl rovněž politikem, působil jako poslanec za různé volební obvody v hrabství Cork po většinu období od všeobecných voleb v roce 1965 až do voleb v únoru 1982.
Od svých šestnácti let je upoután na invalidní vozík v důsledku dopravní nehody.

## Kariéra
V roce 1993 byl nominován taoiseachem Albertem Reynoldsem do 20. senátu Irského parlamentu (Seanad Éireann). V následujících volbách do Evropského parlamentu v roce 1994 byl zvolen za volební obvod Munster. Mandát si udržel i v následujících třech volbách. V letech 1997–2004 byl členem irské Státní rady, v Evropském parlamentu působil ve Výboru pro průmysl, výzkum a energetiku a v delegaci pro vztahy se Spojenými státy, zároveň zastával funkci náhradníka ve Výboru pro právní záležitosti.
Dne 29. září 2008 uvedl v rozhovoru pro The Irish Times, že by rád kandidoval v prezidentských volbách roku 2011.
12. února 2009 schválil Výbor pro právní záležitosti Evropského parlamentu zprávu vypracovanou Crowleym, která navrhovala prodloužení doby ochrany autorských práv hudebních nahrávek z 50 na 95 let. Do roku 2009 byl spolupředsedou frakce Unie pro Evropu národů (UEN), poté, co se jeho strana Fianna Fáil připojila ke skupině ALDE.
V červnu 2011 odmítl zveřejnit podrobnosti o svých výdajích a nárocích na náhrady v rámci výkonu mandátu europoslance. V červenci téhož roku pak prohlásil mezi svými stranickými kolegy, že je připraven kandidovat na post irského prezidenta, na radu poslance Willieho O'Dea se ale nakonec o stranickou nominaci neucházel.
V letech 2011–2013 se potýkal se zdravotními komplikacemi v důsledku proleženin na nohou, které vyžadovaly opakovanou léčbu a omezily jeho veřejnou činnost. V červenci 2013 uvedl, že se jeho zdravotní stav zlepšil a že hodlá kandidovat i ve volbách v roce 2014. Po volbách v červnu 2014 se v parlamentu připojil k frakci Evropští konzervativci a reformisté (ECR), a to i proti vůli vedení Fianna Fáil. Dne 24. června 2014 mu byl odebrán stranický disciplinární mandát (whip). Představitelé strany následně uvedli, že principy ECR jsou v rozporu s politikou strany.
Od roku 2015 se začaly objevovat obavy ohledně jeho časté nepřítomnosti v Evropském parlamentu ze zdravotních důvodů. V květnu 2016 média informovala, že se nezúčastnil žádného hlasování od svého znovuzvolení více než dva roky předtím. V březnu 2018 zařadil Politico Europe Crowleyho mezi „20 europoslanců, kteří jsou významní ze špatných důvodů“. V červnu 2018 informoval deník Irish Examiner, že Crowley od voleb v roce 2014 prakticky vůbec nehlasoval.
Dne 17. ledna 2019 oznámil na tiskové konferenci, že již nebude usilovat o své znovuzvolení ve volbách do Evropského parlamentu v květnu 2019 a odchází z veřejného života.